# Distrito de Kłodzko
Kłodzko (polaco: powiat kłodzki) es un distrito (powiat) del voivodato de Baja Silesia (Polonia). Fue constituido el 1 de enero de 1999 como resultado de la reforma del gobierno local de Polonia aprobada el año anterior. Limita al este, al sur y al oeste con la República Checa y al norte con otros tres distritos de Baja Silesia: Wałbrzych, Dzierżoniów y Ząbkowice Śląskie. Está dividido en catorce municipios (gmina): cinco urbanos (Duszniki-Zdrój, Kłodzko, Kudowa-Zdrój, Nowa Ruda y Polanica-Zdrój), seis urbano-rurales (Bystrzyca Kłodzka, Lądek-Zdrój, Międzylesie, Radków, Stronie Śląskie y Szczytna) y tres rurales (Kłodzko, Lewin Kłodzki y Nowa Ruda). En 2011, según la Oficina Central de Estadística polaca, el distrito tenía una superficie de 1643,3 km² y una población de 162 755 habitantes.